# Nitrato de cloro
El nitrato de cloro, cuya fórmula química es ClNO3, es uno de los gases más importantes presentes en la estratosfera. Actúa como un gran depósito de cloro lo que contribuye a la disminución de la capa de ozono.

## Propiedades químicas
Reacciona de forma explosiva frente a metales, cloruros metálicos, alcoholes, éteres y con la mayoría de materiales orgánicos. Al calentarlo para su descomposición, emite humos tóxicos que contienen Cl2 y NOx.

## Síntesis y reacciones
Se puede obtener a partir de la reacción del monóxido de dicloro y el pentóxido de dinitrógeno a 0 °C:
Cl2O + N2O5 → 2 ClONO2
o mediante la reacción:
ClF + HNO3 → HF + ClONO2
También puede reaccionar con alquenos:
(CH3)2C=CH2 + ClONO2 → O2NOC(CH3)2CH2Cl
El nitrato de cloro entra en reacción con los cloruros metálicos:
4 ClONO2 + TiCl4 → Ti(NO3)4 + 4 Cl2